# Пикаресков роман
Пикаресковият роман (на испански: picaresca, от picaro – странстващ хитрец, мошеник) е жанр на художествената проза, описващ приключенията на странстващ герой от по-ниските обществени прослойки, който чрез своето хитроумие оцелява в едно корумпирано общество. Пикаресковите романи обикновено заимстват от реализма, с елементи на комедия и сатира. Този жанр води началото си от XVI в. в Испания и процъфтява напълно в Европа през XVII – XVIII в. Все още продължава да влияе върху съвременната литература.
Традиционно приключенският сатиричен роман е една автобиография. Често започва със загуба на илюзиите на героя, който тепърва опознава злобата на света. Той се отправя на пътешествия, било доброволно, било принудено. Преживените при това приключения са епизодични, не зависят едно от друго и могат да се разширяват, което често при преводите се превръща в провал. Краят обикновено е преобразяване на героя след като той е открил правилния начин на живот. Съществува също и възможността да избяга от света, както и от реалността.
Според наръчника по литература на Трал и Хибард (публикуван за първи път през 1930 г.), пикаресковият роман има седем особености, като авторът може да употреби всички или някои от тях:
1. Пикаресковият разказ обикновено се пише в първо лице единствено число като автобиографично описание.
2. Главният герой обикновено е слабохарактерен или е от по-нисша класа. Той или тя печели с хитроумие и рядко благоволява да се хване на работа.
3. Няма сюжет. Историята се разказва в поредица слабо свързани едно с друго приключения или епизоди.
4. Рядко някой от героите се развива до главен герой. Веднъж пикаро, винаги пикаро. Неговите или нейните обстоятелства мога да се променят, но резултатът рядко е промяна в същността му.
5. Пикаресковата история се разказва с чист език или реализъм.
6. Сатирата понякога може да бъде съществен елемент.
7. Поведението на пикаресковия герой или героиня се доближава до границата с престъпното. Безотговорното и неморално мошеничество придава на пикаресковия герой качеството на симпатичен аутсайдер, недокоснат от фалшивите правила на обществото.

Все пак учените, заинтересовани от жанровите функции, поставят под въпрос тезите на Трал и Хибард.

## Етимология
Думата „picaro“ се появява със сегашното си значение първо в Испания през 1545 г., въпреки че дотогава не се асоциирала с литература. Думата „picaro“ не се появява в „Ласарильо де Тормес“ (1554), смятан от модерните учени за първи в жанра. Изразът пикаресков роман е въведен през 1810 г. Под въпрос е дали има някаква валидност изобщо като родов етикет в испанските XVI и XVII век – и Сервантес сигурно е използвал „picaresco“ с различно значение от използваното днес. Налице е една безкрайна дискусия в рамките на испанските изследвания за това какво означава или е означавал терминът и кои литературни творби трябва да бъдат наричани така. Единственото произведение, наричано със сигурност пикареска от съвременниците си е „Животът на пикарото Гусман де Алафраче“ („La vida del Pícaro Guzmán de Alfarache“ (1599)) на Матео Алеман, което за тях е Libro del pícaro (Книгата на пикарото).

## Предвестници
- Петроний: „Сатирикон“ (1 г., след Хр.)
- Апулей: “Метаморфози“ или “Златното магаре“ (около 170 г., сл. Хр.)
- “Арабски гатанки“ (приключенски сатирични истории, от X в.)
- “Разбойниците от Лианг-Шан-Мур“ (китайска народна книга, XIII в.)
- Народна книга за Тил Ойленшпигел (1510/1511)

## Развитие

### Ласарильо де Тормес
Докато отделни елементи у Чосър и Бокачо създават усещането за пикареска и може да са допринесли за жанра, модерната пикареска започва с романа „Ласарильо де Тормес“,, публикуван анонимно през 1554 г. в Бургос, Медина дел Кампо и Алкала де Енарес в Испания, а също и в Антверпен в Испанска Нидерландия. Той се смята за първия пикаресков роман или поне за предшественик на жанра.
Главният герой, Ласарильо, живее с хитрост, в опит да оцелее и да успее в бедна страна, изпълнена с лицемерие. Като пикаресков герой той е отчужден аутсайдер, чиято способност да изобличава и подиграва компрометирани пред обществото хора му придава революционни черти. Ласарильо заявява, че мотивацията му е да предаде своя опит в борбата с измамата, лицемерието и лъжата.
Героят има черти на характера, вече съществуващи в римската литература, особено Петрониевия „Сатирикон“. Ласарильо има някои от чертите на главния герой Енколпий, бивш гладиатор, макар че е малко вероятно авторът да е имал достъп до творбата на Петроний. От комедията на Плавт Ласарильо заема фигурата на паразитния и хитър роб. Други черти са взети от „Златното магаре“' на Апулей.  „Златното магаре“ и „Сатирикон“ са едни от малкото оцелели образци на жанра Милетски разкази, известен в класическия свят, и са възродени и широко четени в Ренесансова Европа.
Основните епизоди на Ласарильо се основават на арабски приказки, добре известни на арабските жители на Испания. Арабското влияние може да обясни и негативното изобразяване на свещеници и други църковни служители в романа. Друго възможно влияние върху пикаресковия стил е арабската литература, четена широко в Испания по времето на Ал-Андалус, когато има литературна традиция с подобни теми. На Ал-Хамадани от Хамадан (Иран) се приписват заслугите за измислянето на литературния жанр макама (maqamat), в който странстващ безделник изкарва прехраната си от даренията на слушателите след импровизирани прояви на реторика, ерудиция или стихоплетство, често съпроводени с мошеничество. Ибн ал-Астаркуви или ал-Аштаркуни също пише в жанра макама, сравним с по-късната европейска пикареска.
Любопитното присъствие на руски чуждици в текста на Ласарильо предполага влияние на средновековните славянски приказки за измамници, крадци, пътуващи проститутки и разбойници, които са обичайни фигури в бедните славянски райони, граничещи на запад с Германия. Когато император Карл V става император на Свещената Римска империя, тези истории започват да се четат в италиански превод и на Иберийския полуостров.
Като разказвач на собствените си приключения, Ласарильо се стреми да се представи като жертва на потеклото си и обстоятелствата. Този посредствен начин за събуждане на състрадание у читателя ще бъде пряко оспорен от по-късните пикарескови романи, например „Гусман де Алфараче“ (1599/1604) и „Бускон“ (1626), защото детерминистичната идея за героя като жертва се сблъсква с доктрината на Контрареформацията за свободната воля.

### XVI и XVII век
Автобиографията на Бенвенуто Челини, написана във Флоренция в началото на 1558 г., също има много общо с пикареската. Друг ранен пример е „Гусман де Алфараче“ (1599) на Матео Алеман, характеризиращ се с религиозност. Гусман де Алфараче е измислен герой от Сан Хуан де Алафараче, Севиля, Испания. „История на пройдохата дон Паблос“ (на испански: Historia de la vida del Buscón, llamado don Pablos; ejemplo de vagamundos y espejo de tacaños, съкратено „El buscón“) на Франсиско де Кеведо (1604 г. според Франциско Рико; точната дата не е сигурна, но това със сигурност е много ранно произведение) се счита за шедьовър на поджанра от A. A Паркър, заради своя бароков стил и проучването на престъпната психология. Въпреки това, по-новата теоретична школа на Франциско Рико отхвърля мнението на Паркър, като твърди, че главният герой Паблос, е силно нереалистичен герой, просто служещ като средство за Кеведо за сатира с класов, расистки и сексистки характер. Нещо повече, според Рико структурата на романа е коренно различна от предишните творби на пикаресковия жанр: Кеведо използва конвенциите на пикареската просто като комуникационно средство, за да покаже способностите си с високомерие и реторика, а не за сатирична критика на обществото от испанския златен век. Всъщност, за да се разбере историческия контекст, довел до развитието на тези романи в Испания през 16 и 17 век, е важно да се вземат предвид обстоятелствата, свързани с живота на конверсите – новопокръстени, чиито предци са евреи, и чиято нова християнска вяра е подложена на взискателен контрол и недоверие. Тези испански романи са четени и имитирани в другите европейски страни. В Германия, Гримелсхаузен пише „Приключенията на Симплицисимус“ (Simplicius Simplicissimus, 1669), най-важният от неиспанските пикарескови романи. Той описва разрушенията, причинени от Тридесетгодишната война. „Жил Блас“ (1715) от французина Лесаж е също типичен пример на жанраВ Англия първият пример е „Злочестият пътешественик“ (The Unfortunate Traveller, 1594) на Томас Неш, в което той изобличава живота на по-ниската класа в европейските градове чрез живи, често брутални описания. Повечето работи на Тобайъс Смолет и „Мол Фландърс“ (1722) на Даниел Дефо се считат за пикарескови, но при тях липсва чувството за религиозно изкупление на престъпните грехове, което било много важно в испанските и немските романи. Триумфът на Мол Фландърс е по-скоро икономически, отколкото морален.
Един от четирите класически китайски романи „Пътуване на запад“ има значителни пикарескови елементи. Написан през 1590, той е съвременник на много от посочените, но е малко вероятно да е повлиян от европейския жанр.

### XVIII и XIX век
В света на англоговорещите, терминът „пикареска“ се посочва повече като литературна техника или модел, отколкото като жанр. Терминът на английски език може просто да се отнася до епизодични разкази за приключенията на антигерой по време на пътешествие. Романът на Томас Неш „Злочестият пътешественик“ често се цитира като един от най-ранните примери за английски пикаресков роман. Хенри Филдинг доказва майсторството си над жанра в „Джоузеф Андрюс“ (1742), „Животът на великия Джонатан Уайлд“ (1743) и „Историята за Томас Джоунс: Историята на едно подхвърлено дете“ (1749) и определя стила си повече като „имитация на стила на Сервантес, създател на Дон Кихот“. Сервантес пише кратък пикаресков роман, “Ринконете и Кортадильо“ част от неговите Поучителни новели.. Френският роман на Волтер „Кандид“ (1759) съдържа елементи на пикареската. Една интересна вариация на традициите на пикареската е „Приключенията на Хаджи Баба от Исфахан“ (1824), сатиричен поглед върху Персия от началото на 19 век, написан от британския дипломат Джеймс Мориър. Гогол понякога използва техниката, като например в Мъртви души (1842 – 52). Приключенията на Хъкълбери Фин (1884) на Марк Твен е съзнателно написан като пикаресков роман.

### XX и XXI век
„Ким“ (1901) на Ръдиард Киплинг комбинира в себе си влиянието на пикаресковия роман с модерния шпионски роман. Новелата „Залакайн приключенецът“ на Пио Бароха, публикувана през 1909, използва формата на пикаресковия роман в контекста на Карлистките войни. Илюстрираната книга „Магическият пудинг“ (1918), от австралийския автор Норман Линдзи, е пикареска, адаптирана за деца.
„Огромната стая“ (1992) на Е. Е. Къмингс е автобиографичен роман за лишаването му от свобода във Франция по време на Първата световна война по неоснователни обвинения в шпионаж и включва много пикарескови описания на неговите приключения като „американец във френски затвор“. Ярослав Хашек пише Добрият войник Швейк (1923) и това се превръща в един пример за пикарескова техника от Централна Европа.
„Квачи Квачантирадзе“ е роман, написан от Михаил Джавахишвили през 1924 г. Това е историята на един мошеник, грузински Феликс Крул, или може би по-циничен Дон Кихот, на име Квачи Квачантирадзе: женкар, измамник, извършител на застрахователни измами, банков обирджия, сътрудник на Распутин, режисьор, революционер и сводник.
Дванадесетте стола (1928) и неговото продължение, Златният телец (1931) от Иля Илф и Евгений Петров се превърнали в класика на руската сатира на 20 век и основа за многобройни филмови адаптации. Джон Пристли се възползва от формата в романа „The Good Companions“ (1929), който печели наградата на Джеймс Тейт Блек Мемориал за фантастика. Много други романи за скитнически живот са съзнателно написани като пикарескови романи, като „Тропик на рака“ (1934) на Хенри Милър.
„Семейството на Паскал Дуарте“ (1942) на Камило Хосе Села, Джон А. Лий с неговия „Shining with the Shiner“ (1944) разказва забавни истории за новозеландски герой, оцеляващ благодарение на хитростта си и побеждавайки протестантската работна етика. Романът „Приключенията на Оги Марч“ (1953) на Сол Белоу е пикаресков роман с черти на образователен роман. Такъв също е и романът на Томас Ман „Признанията на измамника Феликс Крул“ (1954), който подобно на много романи преди него набляга на темата за очарователното мошеническо изкачване по социалната стълбица. Романите на Джордж Макдоналд за Хари Флашман (1969) комбинират пикареската с историческата фикция. Тенекиеният барабан (1959) на Гюнтер Грас също е пикаресков роман.
Серджо Леоне определя своите уестърни, и по специално трилогията „Долари“ (1964), като създадени в пикаресков стил.
„Гонзо журналистиката“ на Хънтър С. Томпсън (1970) може да се разглежда като хибрид на фикционална пикареска с мемоари и традиционния репортаж. Пикаресковите елементи са особено видни в по-малко журналистическите творби на Томпсън, като например „Страх и ненавист в Лас Вегас“ (1971) и „Големият лов на акули“ (1979).
По-скорошни примери са например „Под мрежата“ (1954) на Айрис Мърдок, „Малък голям човек“ (1964) на Томас Бергер, „Боядисаната птица“ (1965) на Йежи Кошински, „Животът и необичайните приключения на войника Иван Чонкин“ (1969) от Владимир Войнович, „Rubyfruit Jungle“ (1973) на Рита Мей Браун, „Сговор на глупци“ (1980) на Джон Кенеди Тул, „Нощи в цирка“ (1984) от Анджела Картър, „Ева Луна“ (1987) на Исабел Алиенде, „Прогресът на глупакът: честният роман“ (1988) от Едуард Абей, „Мръсен уикенд“ (1991) на Хелен Захави, „Младост по време на революция“ (1993) на С. Д. Пейн, „Страната на връзките“ (1995) на Кристиан Крачт, „Баудолино“ (2000) на Умберто Еко, „Живак“ (2003) от Нийл Стивънсън и „Белият тигър“ (награда Букър 2008) на Аравинд Адига.
Някои научнофантастични и фентъзи книги също показват ясно влияние на пикареската, пренесено в различни измислени светове, например серията на Джак Ванс „Умиращата земя“, „Fafhrd and the Gray Mouser“ на Фритц Лейбър, „Стоманеният плъх“ на Хари Харисън, „Вещиците от Карс“ на Джеймс Х. Шмиц и „Новариан“ от Лион Спраг де Камп.

## Наследници
- Йозеф Винклер: Чудесният бомбардировач
- Иля Еренбург: Необикновените приключения на Хулио Хуренито (1922), Бурният живот на Лазик Ройтшванец
- Ернст Пенцолт: Зоологията на едно семейство (1930)
- Ирмгарг Койн: Изкуственото момиче (1931)
- Луи-Фердинан Селин: Пътуване на края на нощта (1932)
- Джон Стайнбек: Дяволите от Тротила Флет (1935)
- Торнтън Уайлдър: Избран съм за небето (1935)
- Халдор Лакснес: Исландско кокиче (1943 – 1946)
- Ромен Гари: Генерал славей (1945)
- Джовани Гуреши: Дон Камило и Папоне (1948)
- Алберт Виголеис Телен: Островът на второто лице (1953)
- Сол Белоу: Приключенията на Oги Марч (1953)
- Хърбърт Джобс: Драматичният житейски път на Адам Пробст (четири романа, (1957 – 1973)
- Алън Силитоу: Събота вечер и неделя сутрин (1958)
- Хайнрих Бьол: Възгледите на един клоун (1963)
- Томас Бергер: Малкият голям мъж (1964)
- Ричард Фарина: Че е бил там долу толкова дълго, изглежда че зависи от мен (1965)
- Гюнтер Кунерт: В името на шапките (1967)
- Владимир Войнович: Забележителните приключения на войника Иван Тчонкин (1979)
- Харолд Шпехт: Не е зле (1970)
- Ирмтрауд Моргнер: Живот и приклчения на Тробадура Беатрис (1974)
- Едгар Хилзенрат: Нацистът и фризьорът (1977)
- Аугуст Кюн: Випуск 22 (1977)
- Петер Паул Цал: Щастливите (1979)
- Бохумил Храбал: Обслужвал съм английския крал (дописан през 1971 – самиздат; бълг. прев. 2012; екранизация 2007, реж. И. Менцел)
- Джон Кенеди Тул: Сговор на глупци (написана през 1963, но е публикувана през 1980; бг. пр., София 1989)
- Уинстън Грум: Форест Гъмп (1986)
- Херман Петер Пивит: Нар (1986)
- Кристиан Крахт: Страната на нишките (1995)
- Том Кумър: Добро утро, Лос Аджелис, Всекидневният лов след действителността (1997)
- Серг Ереншпергер: Кубалекс Картоне (1999)
- Алексей Слаповски: Денят на парите (2000)
- Андреа Камилери: Цар Цозимо (2001)
- Кристоф Симон: Планета Орбист (2005)
- Йонас Йонасон: Стогодишният, който скача от прозореца и изчезва (2009)
- Патрик Чан: Полярно червено (2012)
- Алберт Санчез Пинол: Гибелта на Барселона (2012)